# Torbjörn
Cette page présente le prénom Torbjörn ainsi que ses variantes.
Torbjörn est un prénom masculin scandinave dérivé du vieux norrois Þórbjǫrn, formé des éléments Þórr « Thor » et bjǫrn « ours ». Ce prénom se rencontre essentiellement en Suède, ainsi qu'en Finlande, parmi la population suédophone. Sa variante dano-norvégienne est Thorbjørn.
Le prénom Torbjörn est à l'origine du patronyme suédois Torbjörnsson signifiant « Fils de Torbjörn ».

## Personnalités portant ce prénom
- Pour l'ensemble des articles sur les personnes portant ce prénom, consulter :
  - la liste des articles dont le titre commence par ce prénom
  - les listes produites par Wikidata : Liste des personnes de prénom « Torbjörn » — même liste en incluant les éventuels prénoms composés qui contiennent « Torbjörn ».

- Le jeu vidéo Overwatch sorti en 2016 a pour héros un personnage nommé Torbjörn Lindholm, ingénieur suédois.